# Hroswitha de Gandersheim

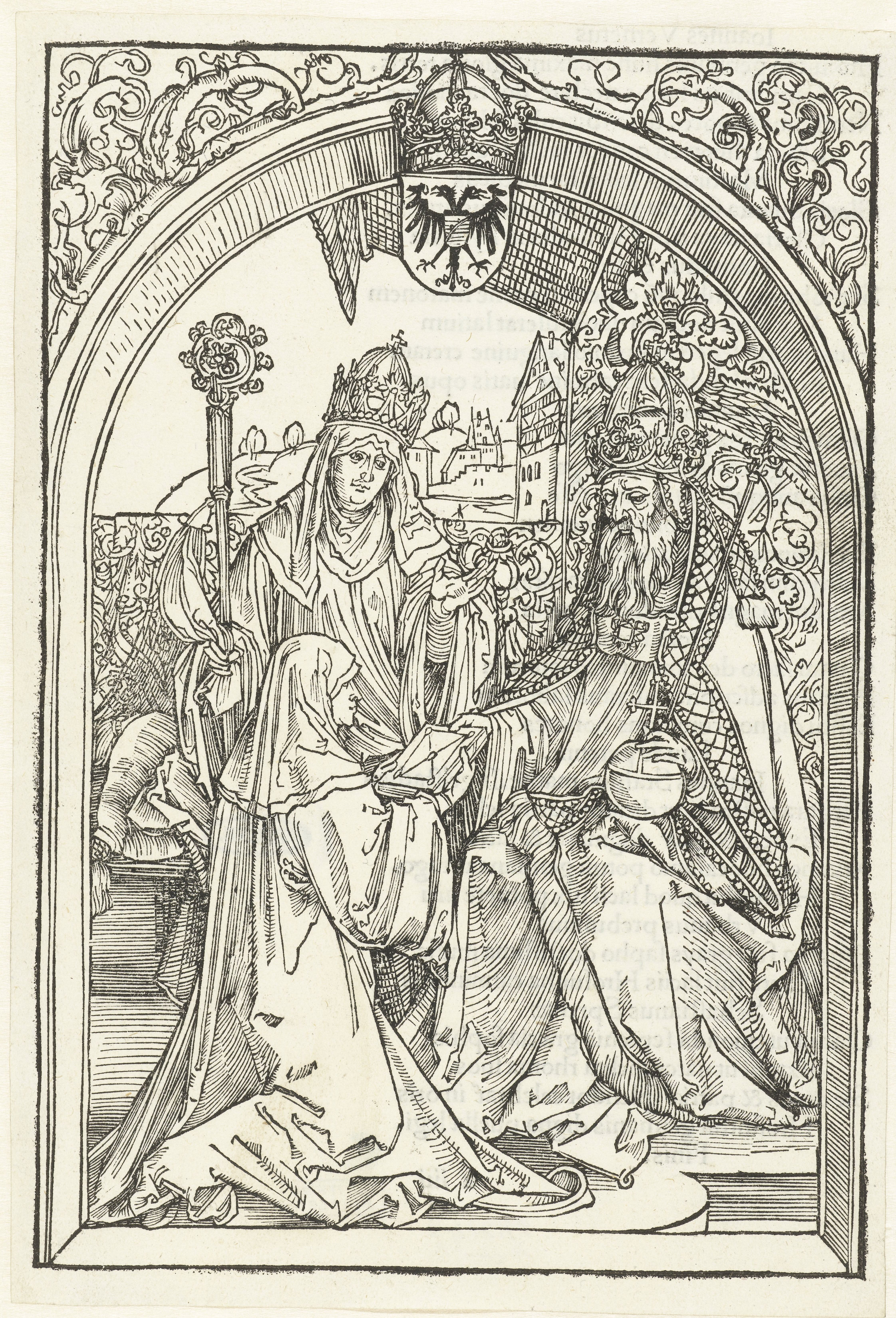
Hroswitha presenta su Gesta Oddonis al emperador Otón el Grande; detrás Gerberga, abadesa de la abadía de Gandersheim. Grabado en madera de Alberto Durero para la editio princeps de la Opera Hrotsvite publicada por Conrad Celtis, Nuremberg 1501.

Hroswitha, también conocida como Hrotsvita, Hrosvit, Hrotsvit, Roswitha, Hrowitha y Rosvita (ca. 935-ca. 1002), fue una canonesa (a diferencia de las monjas, las canonesas solo hacían dos votos de los tres monásticos: castidad y obediencia, pero no el de pobreza) y escritora alemana del siglo X, perteneciente a la Orden Benedictina. Vivió y trabajó en la abadía de Gandersheim, localizada en Bad Gandersheim, en lo que ahora es la Baja Sajonia. Escribió en latín y se la considera la primera persona desde la Antigüedad tardía en componer obras de teatro en esa lengua.
Sus fechas ciertas de nacimiento y muerte son desconocidas, pero se cree que nació entre 930 y 935 y todavía vivía en el año 973, y que procedía de Turingia. 

## Biografía
Se conocen muy pocos datos concretos sobre su vida y, de hecho, la interpretación de su nombre como «clamor validus» parece hacer referencia a la propia escritora, lo cual explica que fuera llamada también «voz poderosa» y a veces el «Ruiseñor de Gandersheim». Con toda probabilidad era de origen aristocrático: su nombre aparece en un antiguo grabado en madera como «Helena de Rossow». Para las mujeres que recibían el título de canonesas, significaba, entre otras cosas, que podían tener su propio patrimonio y disponer de criadas; para las que eran jóvenes les suponía la oportunidad de no perder su estatus social sin tener la obligación de contraer matrimonio, normalmente, impuesto. 
Parece que estaba todavía en su primera juventud cuando entró en el convento de Gandersheim, muy famoso entonces por su ascetismo y sus preocupaciones educativas. Su extraordinario talento encontró allí un correcto desarrollo, primero bajo la guía de su maestro Rikkardis y luego bajo el especial cuidado y dirección de Gerberga, hija de Enrique I, duque de Baviera y sobrina de Otón I (benefactor del convento) y una de las mujeres con mejor educación de su tiempo, que llegaría a ser más tarde abadesa (959-1001). Esta última se tomó un particular interés en el desarrollo del talento literario de la joven, a través de la cual ella deseaba «contribuir algo a la gloria de Dios». Sus obras forman parte del periodo cultural conocido como Renacimiento otoniano.

## Producción literaria
La obra de Hroswitha muestra familiaridad no sólo con los padres de la Iglesia, sino también con la poesía clásica, incluyendo Virgilio, Horacio, Ovidio, Plauto y Terencio (principal influjo de su poética), y algunas de sus obras se basan en los evangelios apócrifos. Sus obras muestran la castidad y perseverancia de la mujer cristiana y las contrasta con la imagen latina de la mujer débil y sentimental. 

### Composiciones poéticas
Los poemas latinos de esta monja han tenido una curiosa historia. Después de siglos de abandono, fueron descubiertos por el poeta laureado Conrad Celtis en el monasterio benedictino de San Emmeram en Ratisbona, siendo publicados en 1501. Su obra poética tiene en un primer volumen forma épica: incluye dos poemas bíblicos y seis leyendas. Para ello, Hroswitha se inspira en fuentes latinas y usa su libertad poética en el tratamiento psicológico de los caracteres y las acciones. 
En un prefacio a su obra escribió que su talento provenía de la inspiración divina pero que aun así temía sus consecuencias porque ser mujer le excluía de la posibilidad de tener un don como ese. Se convierte con ello, en una de las primeras voces femeninas en intentar defender su valía como autora.

#### Poemas
El material de su Vita Mariae (859 hexámetros) está tomado de la Biblia y del apócrifo Evangelio de Santiago. Esta vida de María está claramente conectada con su otro poema Sobre la Ascensión del Señor (150 hexámetros).

#### Leyendas
Por otro lado, los temas de sus seis leyendas son bastante variados: 
El martirio de san Gangulfo (582 dísticos) tiene como protagonista a un noble burgundio. 
El joven san Pelagio de Córdoba, cuyo reciente martirio —pues era coetáneo suyo— relató en 414 versos de acuerdo con informaciones recogidas por testigos presenciales, de ahí su realismo y lo impactante de la descripción. 
La leyenda de Theophilus (455 versos) es el primer tratamiento poético de la leyenda medieval de Fausto. La historia de Teófilo es una de las más populares escritas en cualquier lenguaje. Describe cómo el joven archidiácono está insatisfecho con sus progresos intelectuales. Consulta a un brujo judío y es llevado al encuentro de los demonios. Theophilus renuncia a Dios en un documento escrito, pero luego se arrepiente. Finalmente, es rescatado por la Virgen María. 
De un tenor similar es la leyenda de san Basilio (259 versos), en la que un joven desgraciado es salvado de un pacto con el diablo. 
La lista se cierra con el martirio de san Dionisio (256 versos) y el de santa Inés (459 versos). Este último poema, que se basa en la biografía de la santa atribuida a san Ambrosio, está escrito con gran fervor. El lenguaje es simple pero pulido, y casi siempre melodioso.

### Piezas dramáticas
Pero la reputación literaria de Hroswitha se mantiene, ante todo, por sus obras dramáticas a imitación de Terencio. Con respecto a los motivos por los que adopta esta forma de expresión literaria, ella misma da suficiente explicación:

Lamentando el hecho de que algunos cristianos, atraídos por la belleza de la pieza, tomen placer con las comedias de Terencio y en ellas aprendan algunas cosas impuras, determinó imitar de cerca su estilo, con idea de adaptar los mismos métodos para exaltar la pureza triunfante de las santas vírgenes, como él intentó pintar la victoria del vicio. Un rubor con frecuencia asciende a sus mejillas cuando en obediencia de las leyes de la forma escogida para sus expresiones poéticas, se vio obligada a retratar la detestable locura del amor impío.

Esta última indicación se aplica principalmente al caso de cinco de sus dramas, el tema de los cuales es el amor sensual. El tratamiento que la pía monja da a su tema discurre por supuesto en un plano moral más alto y es hábil en demostrar el principio, en medio de bastante escabrosas situaciones, de que cuanto más grande es la fuerza de la tentación más admirable es el triunfo final de la virtud.
Las comedias de Hroswitha ocuparon el lugar de Terencio en el estudio de Gandersheim. Entre ellas se incluyen Gallicanus, Dulcitius, Callimachus, Abraham, Paphnutius y Sapientia.
La obra más popular, juzgando al menos por sus numerosas copias, es el Gallicanus. Este general de Constantino el Grande, siendo todavía pagano, pidió en matrimonio a la hija del emperador, Constancia, quien, sin embargo, hacía tiempo que se había ofrecido a sí misma como esposa al Señor; el pretendiente acaba convertido y sufre una muerte de mártir. 
Su segundo drama es una composición más singular, en la que el humor y la seriedad están extrañamente mezclados. Dulcitius, un prefecto de Diocleciano, desea obligar a tres doncellas cristianas a un matrimonio no deseado con altos dignatarios de la Corte. Tiene a sus víctimas prisioneras en una cocina y con criminal intención se encamina en silencio hacia ellas bajo la protección de la noche; pero Dios le castiga con la ceguera y el prefecto abraza sólo cazuelas y pucheros llenos de hollín. Aunque él no lo sabe, el aspecto bajo el que aparece es el de un carbonero, y esta inesperada sorpresa provoca la más divertida de las escenas: las tres encantadoras doncellas, Agape, Chionia e Irene, son rescatadas de su villanía.
En Callimachus la violencia de la pasión conduce a una profanación truculenta de la muerte que, sin embargo, es milagrosamente evitada. 
Las dos siguientes piezas, Abraham y Paphnutius, tratan de una forma curiosa la conversión de una mujer caída. 
Finalmente, el último drama relata de una forma sencilla y clara la leyenda del martirio de las tres hermanas Fe, Esperanza y Caridad, hijas de Sabiduría.
La significación literaria de los dramas de Hroswitha ha sido expresada con una comparación con las campánulas de invierno: «Justo en la mitad del invierno levantan sus blancas cabezas pero mueren mucho antes de la llegada de la primavera y no hay nadie que las recuerde».

### Poemas épicos
Su prolífica carrera como poetisa se cerró con dos grandes epopeyas, una cantando las hazañas de Otón I desde la coronación del emperador hasta el año 962, el poema De Gestis Oddonis I. Imperatoris. Fue escrito en 967 y dedicado al propio emperador y es una pieza de gran valor para los historiadores que «encuentran un relato de los hechos proporcionado por un poetisa que asistió en directo a los acontecimientos históricos». 
La otra, Primordia coenobii Gandeshemensis, celebra la fundación del monasterio de Gandersheim. Un toque muy romántico es dado a esta última composición por el número de leyendas que la autora ha entretejido distramente en su interior.

## Resumen de la Obra
Roswitha misma dividió su obra en tres libros. 
- El Libro de Leyendas contiene ocho leyendas –con la excepción de Gangolf- en hexámetros dactílicos:
  - Ascensio
  - Gangolf
  - Pelagius
  - Theophilus (una leyenda sobre el pacto con el Demonio)
  - Basilius
  - Dionysius
  - Agnes
  - Maria
- El Libro de Dramas presentaría una alternativa cristiana a Terencio. Contiene seis obras, que no son tanto dramas como «diálogos» y son un ejemplo medieval de teatro de gabinete:
  - Gallicanus
  - Dulcitius
  - Callimachus
  - Abraham
  - Pafnutius
  - Sapientia
- El tercer libro comprende dos escritos históricos en hexámetos latinos: La Gesta Ottonis (una historia de la casa de Otón I desde 919-965) y los Primordia coenobii Gandeshemensis (una historia de su orden desde 846-919).

## Representación en el arte
Hroswitha de Gandersheim forma parte de la instalación de la artista feminista Judy Chicago, The Dinner Party. Esta es una historia simbólica de la mujer en la civilización occidental que representa a 1.038 mujeres de la historia; 39 de ellas están representadas por cubiertos y otras 999 en los nombres que están inscritos en The Heritage Floor sobre el que descansa la mesa. Su servicio de mesa narra su vida a través de imágenes de abadías medievales alemanas. Su plato representa una versión estilizada de un gorro de monja con las manos juntas en oración. Esta alusión sitúa la vida religiosa de Hrosvitha dentro del sistema social y político de Alemania.

## Ediciones

### Ediciones clásicas
El más importante manuscrito de sus obras, que contiene todos los textos excepto Primordia, es el Codex Bayerische Staatsbibliothek Clm 14485, un manuscrito escrito por varias manos en Gandersheim entre el final del siglo X y el inicio del XI. Fue descubierto por el humanista Conrad Celtis en 1493/94 en la abadía de San Emmeram en Ratisbona y dio lugar a la primera edición, ilustrada por Alberto Durero.
Además de la de Celtis, las siguientes son las principales ediciones de las obras de Hroswitha: 
- Barack: Die Werke der Horoswitha (Núremberg, 1858)
- Schurzfleisch (Wittenberg, 1707); Migne, P. L. CXXXVII, 939-1196
- Winterfell, Hrosvithae opera (Berlín, 1902).

### Ediciones modernas
- Hrotsvithae, Opera, ed. Paul von Winterfeld, MGH SS rer. Germanicarum, 1902
- Hrotsvithae, Opera, ed. Karl Strecker, 1930
- Hrosvit, Opera Omnia, ed. Walter Berschin (Bibliotheca Scriptorum Graecorum et Romanorum Teubneriana). Múnich/Leipzig 2001 ISBN 3-598-71912-4

### Traducciones
- Hroswitha de Gandersheim, Los seis dramas. Traducción, introducción y notas de Luis Astey. México, Fondo de Cultura Económica, 1990. (Sección de lengua y estudios literarios).  [Corresponde al segundo libro de los Opera omnia de la autora].
- Hroswitha de Gandersheim, Las ocho leyendas. Traducción, de Luis Astey. Presentación de Mauricio Beuchot. Semblanza de Gabriel Astey. México, Colegio de México, 1999. (Centro de Estudios Lingüísticos y Literarios). [Corresponde al primer libro de los Opera omnia de la autora].
- Rosvita de Gandersheim, Obras completas. Traducción, introducción y notas de Juan Martos y Rosario Moreno Soldevila. Universidad de Huelva, Huelva, 2005. ISBN 84-97373-76-2